# WWE-pay-per-viewevenementen 2005
De WWE-pay-per-viewevenementen in 2005 bestond uit professioneel worstelevenementen, die door de WWE werden georganiseerd in het kalenderjaar 2005.
In 2005 introduceerde de organisator, toen de World Wrestling Entertainment genaamd, met New Year's Revolution en ECW One Night Stand twee nieuwe evenementen.

## WWE-pay-per-viewevenementen in 2005
| Datum             | Evenement               | Locatie                   | Stad                       |
| ----------------- | ----------------------- | ------------------------- | -------------------------- |
| 9 januari 2005    | New Year's Revolution   | Coliseo de Puerto Rico    | San Juan (Puerto Rico)     |
| 30 januari 2005   | Royal Rumble            | Save Mart Center          | Fresno                     |
| 20 februari 2005  | No Way Out              | Mellon Arena              | Pittsburgh                 |
| 3 april 2005      | WrestleMania 21         | Staples Center            | Los Angeles                |
| 1 mei 2005        | Backlash                | Verizon Wireless Arena    | Manchester (New Hampshire) |
| 22 mei 2005       | Judgment Day            | Target Center             | Minneapolis)               |
| 12 juni 2005      | ECW One Night Stand     | Hammerstein Ballroom      | New York                   |
| 26 juni 2005      | Vengeance               | Thomas & Mack Center      | Las Vegas                  |
| 24 juli 2005      | The Great American Bash | HSBC Arena                | Buffalo                    |
| 21 augustus 2005  | SummerSlam              | MCI Center                | Washington                 |
| 18 september 2005 | Unforgiven              | Ford Center               | Oklahoma City              |
| 9 oktober 2005    | No Mercy                | Toyota Center             | Houston                    |
| 1 november 2005   | Taboo Tuesday           | Valley View Casino Center | San Diego                  |
| 27 november 2005  | Survivor Series         | Joe Louis Arena           | Detroit                    |
| 18 december 2005  | Armageddon              | Dunkin' Donuts Center     | Providence (Rhode Island)  |